# Universität Helsinki
Die Universität Helsinki (finnisch Helsingin yliopisto, schwedisch Helsingfors universitet) ist die größte und älteste Universität Finnlands. Sie hat vier Standorte: den Stadtcampus (Geistes- und Sozialwissenschaften, Jura u. a.), Meilahti (Medizin) sowie Kumpula und Viikki (Naturwissenschaften). Zudem gibt es zahlreiche Forschungseinheiten im ganzen Land.
Im Shanghaier Hochschulranking erzielte die Universität 2021 weltweit Platz 82, im Times Higher Education Hochschulranking 2022 Platz 101; damit ist sie die höchstplatzierte Universität Finnlands und eine der höchstplatzierten in den Nordischen Ländern.

## Studium

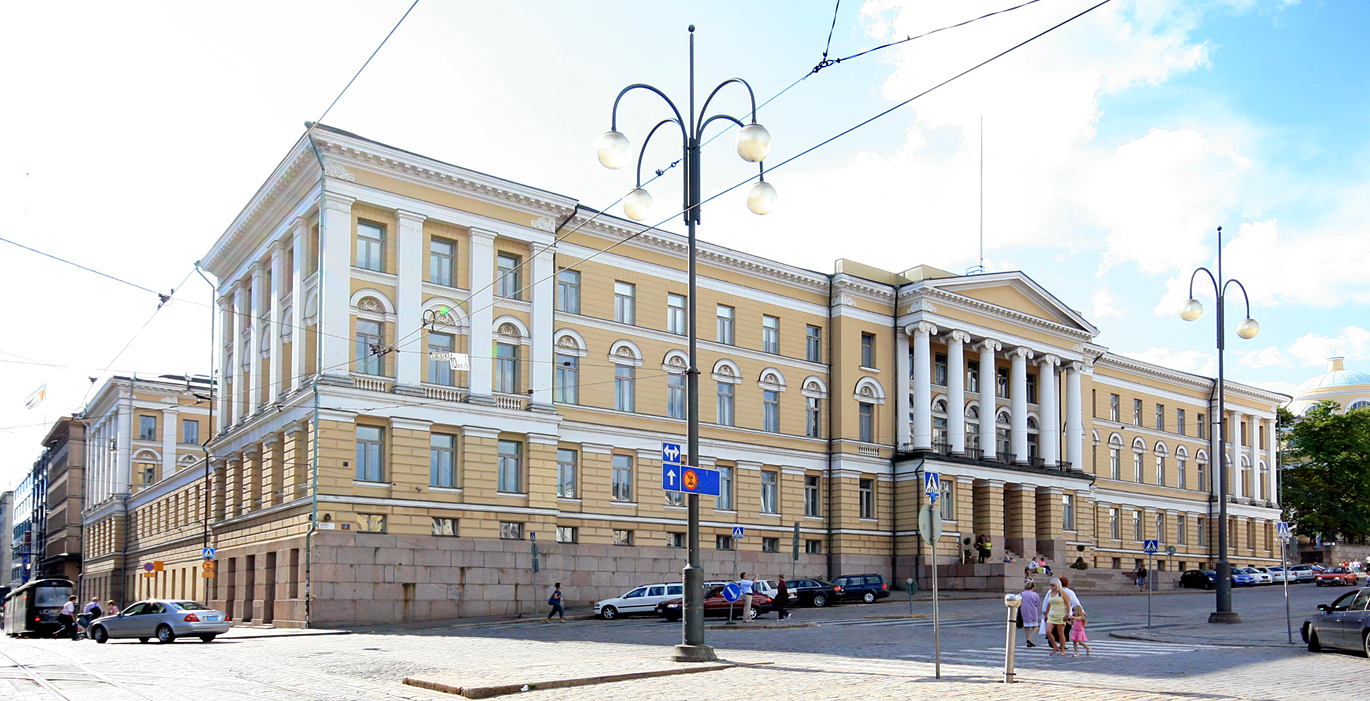
Das Hauptgebäude der Universität Helsinki am Senatsplatz.

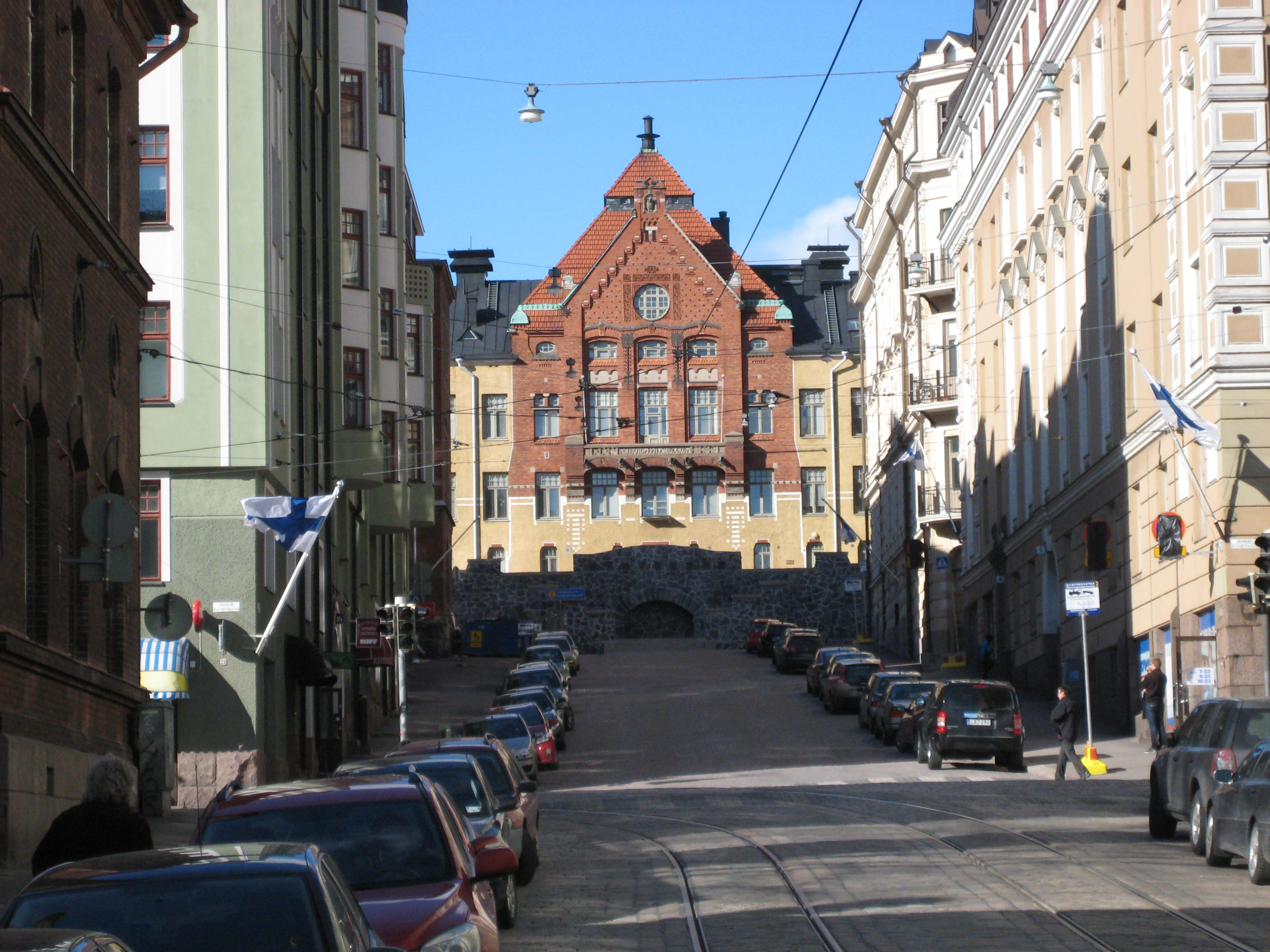
Die verhaltenswissenschaftliche Fakultät der Universität Helsinki.

Die Universität Helsinki ist mit den Sprachen Finnisch und Schwedisch bilingual. Daneben werden auch viele Veranstaltungen auf Englisch angeboten. Die Hochschule hat ca. 31.000 Studenten und 7.600 Angestellte. Jährlich werden etwa 4.200 Studienabschlüsse verzeichnet. Der Frauenanteil unter den Studenten liegt bei 64 %. Die Universität ist Mitglied der League of European Research Universities, der Utrecht Network und des Europaeum.
Das Studium an der Universität ist kostenlos; gegenwärtig müssen die Studenten lediglich 80 Euro pro Jahr für die Mitgliedschaft in der Studentenvereinigung zahlen. Entsprechend begehrt sind die Studienplätze: Allein aus dem Ausland gehen pro Jahr 1400 Bewerbungen ein. Die Annahmequote liegt bei etwa 10 %. Die Auswahl erfolgt teilweise nach der Abitur-Durchschnittsnote und teilweise durch Aufnahmeprüfungen. Daneben bietet die Universität im Rahmen des von der EU geförderten Erasmus-Programms Austauschplätze an.
An der Universität bestehen, wie an den anderen Hochschulen auch, ursprünglich regional gegliederte Studentenverbände (osakunnat), die von Funktion und Mitgliederstruktur aber eher mit den deutschen Fachschaften als mit Studentenverbindungen vergleichbar sind. Daneben gibt es auch zahlreiche fachspezifische Studentenorganisationen (z. B. die Fachschaft Umlaut ry der Germanistikstudierenden).

## Geschichte und Entwicklung

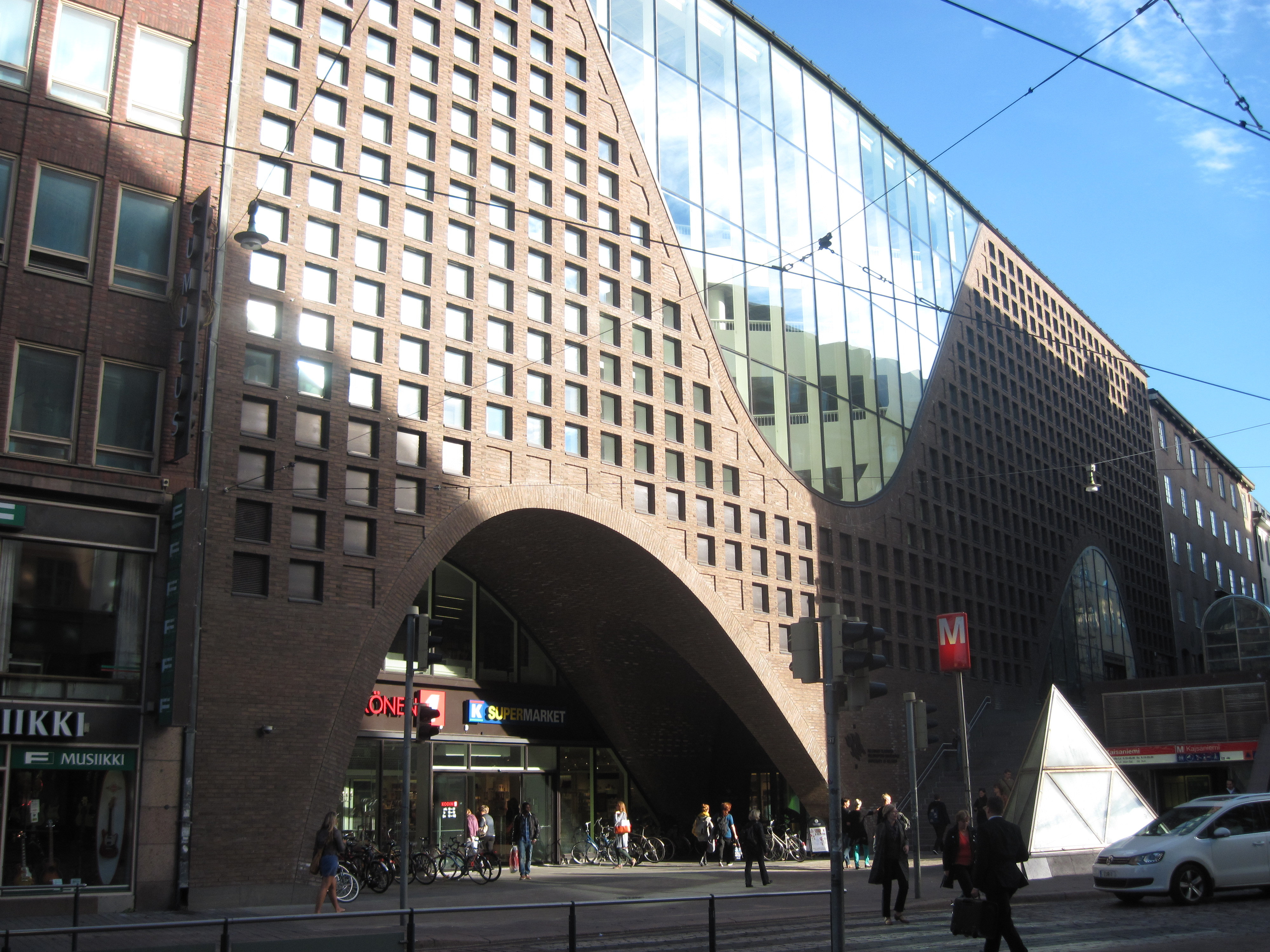
Universitätsbibliothek Helsinki

Die Vorgängerinstitution wurde am 26. März 1640 in Turku als Königliche Akademie zu Turku gegründet und nach europäischem Modell organisiert. Sie bestand aus den vier klassischen Fakultäten: der philosophischen, der theologischen, der rechtswissenschaftlichen und der medizinischen Fakultät. Die Studierenden mussten zunächst ein Grundstudium an der philosophischen Fakultät absolvieren; danach durften sie an die anderen Fakultäten überwechseln. Im europäischen Maßstab war die Akademie zu Turku relativ klein: Im Gründungsjahr begannen 250 Studenten ihr Studium bei 11 Professoren. Mit der russischen Machtübernahme im Jahr 1809 wurde die schwedische Königliche Akademie in Kaiserliche Akademie zu Turku umbenannt. Zar Alexander I. verdoppelte ihr Budget und stiftete sechs neue Professuren. Nach einem Großbrand wurde die Akademie im Jahr 1828 auf Betreiben der russischen Machthaber in die neue Hauptstadt Helsinki verlegt, jetzt in Kaiserliche Alexanders-Universität zu Finnland (schwedisch Kejserliga Alexanders Universitetet i Finland) umbenannt.
Das Hauptgebäude am Senatsplatz wurde zwischen 1828 und 1832 von Carl Ludwig Engel errichtet und 1936 bautechnisch erweitert. Bei einem sowjetischen Luftangriff auf Helsinki während des Fortsetzungskrieges wurde das Gebäude am 27. Februar 1944 durch Bomben stark beschädigt. Nördlich des Hauptgebäudes liegt die ebenfalls von Engel geplante, zur Universität gehörende Finnische Nationalbibliothek (nicht zu verwechseln mit der Universitätsbibliothek Helsinki). Die Nationalbibliothek hat die größte Sammlung slawischer Werke in der westlichen Welt. Sie besitzt etwa 1,5 Millionen Bände und 2000 Handschriften. Die Universität hat vier Campus in Helsinki (Zentrum, Kumpula, Viikki und Meilahti) und Außeneinrichtungen in 20 anderen Orten in Finnland.
In das heutige, von Carl Ludvig Engel geplante, Hauptgebäude zog die Universität allerdings erst am 19. Juni 1832. Die Universität unterstand direkt dem Zaren; weder der finnische Senat noch der Generalgouverneur hatte Einfluss. Erst nach der Februarrevolution 1917 wurde die Universität autonom. Ihren gegenwärtigen Namen erhielt sie am 18. Februar 1919, nachdem Finnland unabhängig geworden war. Damals hatte die Universität 56 Professoren und ca. 3000 Studenten. In dieser Zeit wurden auch – am Ursprungsort der heutigen Universität Helsinki, die ja als Rechtsnachfolger der Königlichen Akademie zu Turku gilt – die Åbo Akademi (1918) und die Universität Turku (1920) gegründet, wodurch die Universität Helsinki ihre bisherige Sonderstellung als einzige Universität Finnlands verlor.

## Fakultäten

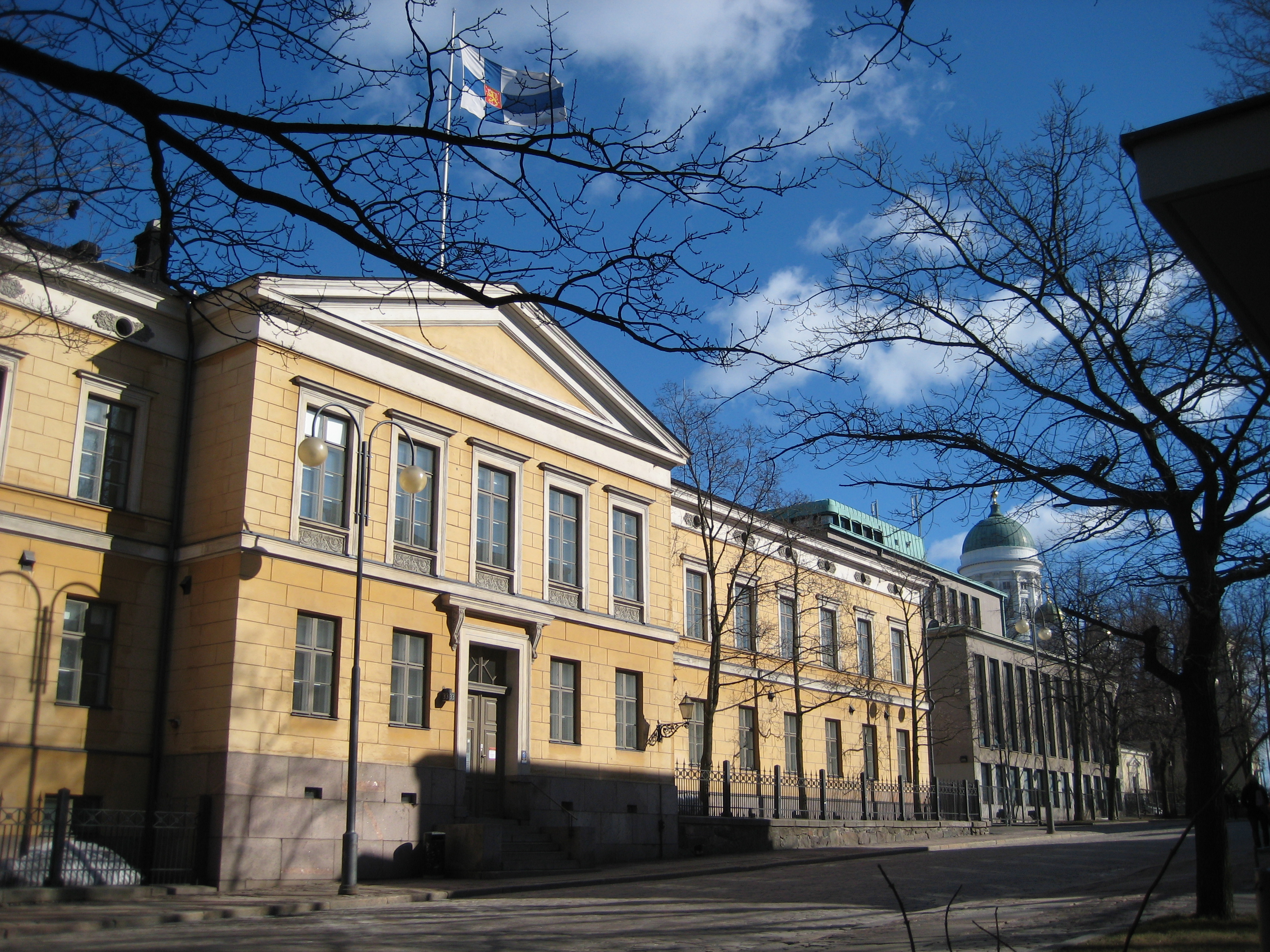
Helsinki Collegium of Advanced Studies

Die Universität beherbergt derzeit folgende zwölf Fakultäten:
- Biowissenschaftliche Fakultät
- Humanistische Fakultät
- Land- und Forstwirtschaftliche Fakultät
- Mathematisch-naturwissenschaftliche Fakultät
- Medizinische Fakultät, auf dem Campus in Meilahti liegt auch das Forschungszentrum Biomedicum
- Pharmazeutische Fakultät
- Rechtswissenschaftliche Fakultät
- Staats- und sozialwissenschaftliche Fakultät
- Theologische Fakultät
- Tiermedizinische Fakultät
- Verhaltenswissenschaftliche Fakultät

Angegliedert, aber mit einem Sonderstatus ausgestattet, ist weiterhin die Schwedische Sozial- und Kommunalhochschule.

## Persönlichkeiten

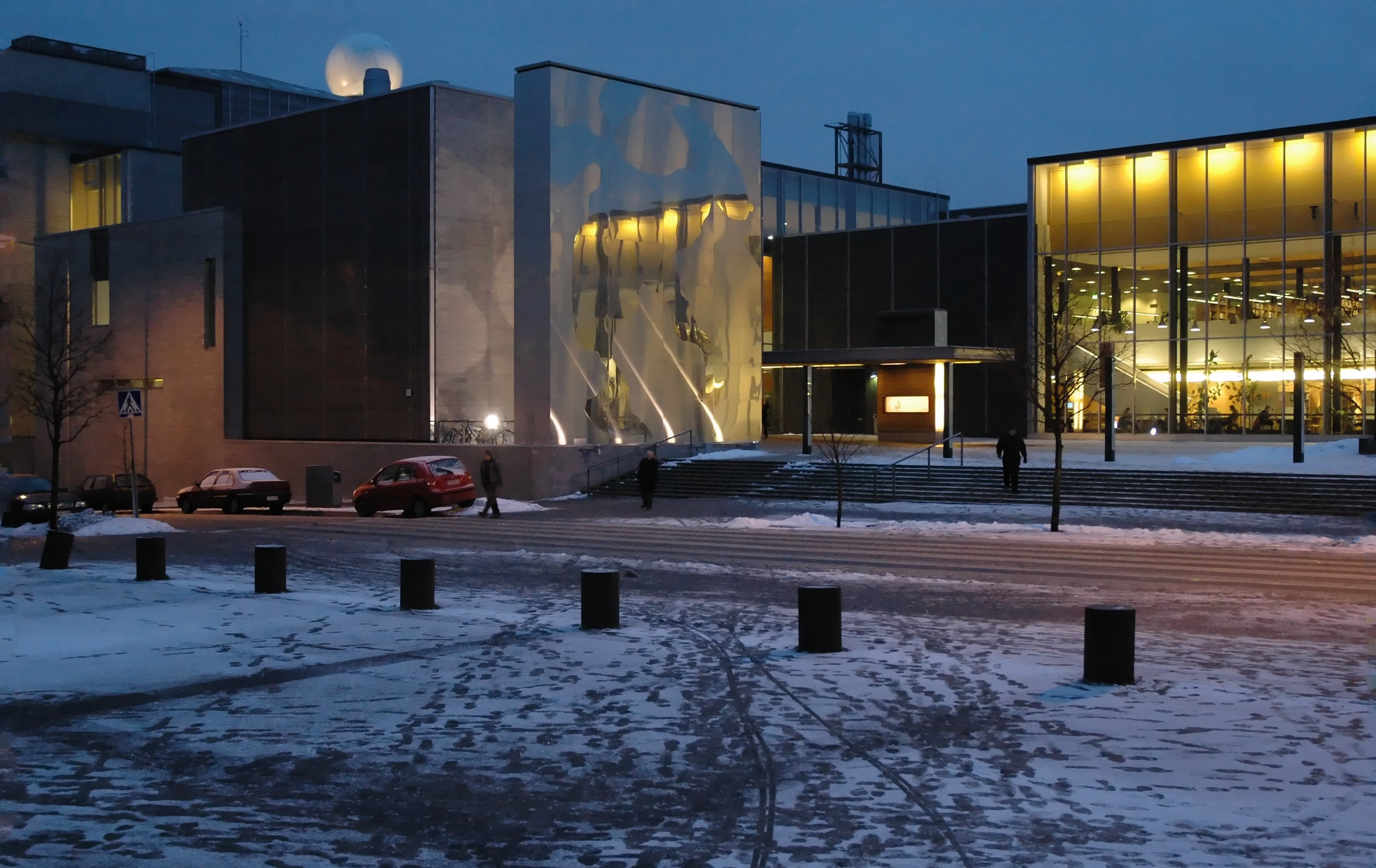
Kumpula Campus

Als mit Abstand größte und bis ins 19. Jahrhundert hinein auch einzige Universität des Landes ist die Universität Helsinki Alma Mater für einen Großteil der in Wissenschaft und anderen Lebensbereichen berühmt gewordenen Finnen. Auch die Tatsache, dass es sich um eine Volluniversität handelt, bewirkt eine relativ große Vielseitigkeit ihrer Forscher und Alumni. Schon aus der Zeit der Akademie zu Turku könnten sowohl Naturwissenschaftler wie der Astronom Anders Johan Lexell (1740–1784) oder der Mineralchemiker Johan Gadolin (1760–1852) als auch Geisteswissenschaftler wie der Historiker Henrik Gabriel Porthan (1739–1804) genannt werden.
Zu Berühmtheit gelangte Wissenschaftler, die an der Universität Helsinki ausgebildet worden sind oder dort gearbeitet haben, sind beispielsweise der Biochemiker Artturi Ilmari Virtanen (1895–1973), der 1946 den Nobelpreis für Chemie erhielt, oder der Physiologe Yrjö Reenpää (1894–1976), der den Lehrstuhl für Physiologie von 1927 bis 1962 innehatte, und der Neurophysiologe Ragnar Granit (1900–1991), der 1967 den Nobelpreis für Physiologie oder Medizin erhielt. Weitere bekannte Naturwissenschaftler sind zum Beispiel der Botaniker Alexander von Nordmann (1803–1866), nach dem die Nordmann-Tanne benannt ist, der Quantenchemiker Pekka Pyykkö oder der Physiker Gunnar Nordström (1881–1923). In der Mathematik hat die Universität Helsinki mit Forschern wie Lars Ahlfors (1907–1996), Ernst Leonard Lindelöf (1870–1946), Karl Sundman (1873–1949) und Rolf Nevanlinna (1895–1980) mehrere berühmte Persönlichkeiten vorzuweisen. Ähnliches gilt für die Geisteswissenschaften; beispielsweise waren Julius Krohn (1835–1888), Kaarle Krohn (1863–1933) und Antti Aarne (1867–1925) die Begründer der sogenannten Finnischen Schule der Erzählforschung. Matthias Alexander Castrén (1813–1852) gilt als Begründer der Uralistik. Weitere international bekannte Geisteswissenschaftler sind zum Beispiel die Philosophen Georg Henrik von Wright (1916–2003) und Jaakko Hintikka (1929–2015).
Die Universität Helsinki steht seit jeher auch mit dem Kulturleben Finnlands in engem Kontakt. So waren von den Personen, die im 19. Jahrhundert zur großen Entwicklung der finnischen Kultur beitrugen, viele mit der Universität Helsinki verbunden, beispielsweise der als Professor für Philosophie fungierende Johan Vilhelm Snellman (1806–1881). Der Komponist Jean Sibelius (1865–1957) war als Student für Rechtswissenschaften eingeschrieben und der Schriftsteller Frans Eemil Sillanpää (1888–1964), der 1939 den Nobelpreis für Literatur erhielt, hatte Naturwissenschaften an der Universität Helsinki studiert. Auch in anderen Lebensbereichen finden sich viele Alumni der Universität Helsinki; derzeit bekannte Persönlichkeiten sind etwa Linus Torvalds (* 1969), der Initiator des freien Betriebssystems Linux; Jorma Ollila (* 1950), unter dessen Führung Nokia zum größten Mobiltelefonhersteller der Welt aufstieg; sowie zahlreiche Politiker, darunter die ehemalige Präsidentin des Landes, Tarja Halonen (* 1943).
Weiter Persönlichkeiten sind unter der Kategorie:Person (Universität Helsinki) zu finden.